# Быстри (Тверская область)
Быстри — деревня в Андреапольском городском округе Тверской области.

## География
Находится в западной части Тверской области на расстоянии приблизительно 21 км на север-северо-запад по прямой от города Андреаполь на правом берегу речки Волкота.

## История
Деревня уже была показана на карте 1838 года. В 1872 году здесь (деревня Холмского уезда Псковской губернии) было учтено 12 дворов, в 1939 — 24. До 2019 года входила в Волокское сельское поселение (Андреапольский район) Андреапольского района до их упразднения.

## Население
Численность населения: 36 человек (1872 год), 20 (русские 95 %) в 2002 году, 8 в 2010.